# 林地公墓
59°16′32″N 18°05′58″E / 59.27556°N 18.09944°E
林地公墓（瑞典語：Skogskyrkogården）是瑞典首都斯德哥尔摩南部的一个公墓。它的设计风格体现了从浪漫民族主义到实用主义的发展。

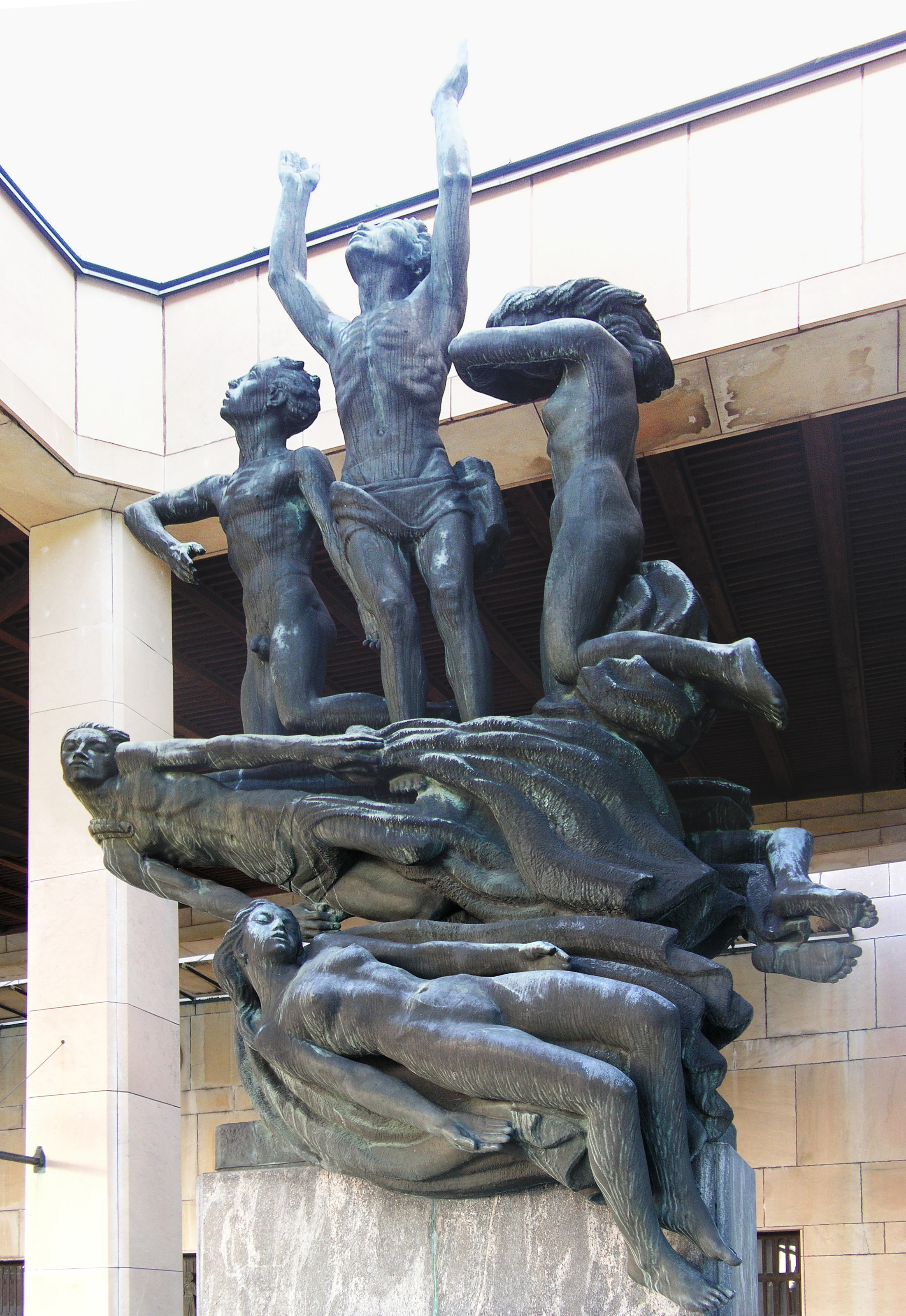
雕塑

1915年，瑞典决定在斯德哥尔摩南部安斯基得建造一个新的公墓，并面向全球征集设计，最后年轻的实用主义运动设计师贡纳尔·阿斯普隆德和西格德·劳伦兹的作品入选。
1917年，公墓开始建造，由于地面的碎石上长了很多茂盛的松树，这项工程进行了整整三年才竣工。建筑师利用了原始的自然风光，创造出一个宁静美丽的环境，对全球的公墓设计都有重要影响。
1994年，林地公墓入选联合国教科文组织世界文化遗产。

## 安葬的名人
- 贡纳尔·阿斯普隆德 （1885年－1940年），建筑设计师
- 葛丽泰·嘉宝（1905年－1990年），演员
- 伊瓦·鲁-约翰逊（1901年－1990年），作家
- 伦纳特·斯科格伦德（1929年－1975年），足球运动员
- 阿尔马·约翰松（1880年－1970年），传教士
- 提姆·柏格林（藝名，1989年－2018年），音樂製作人、唱片騎師